# جون سكوت (باحث)
جون سكوت (بالإنجليزية: John Scott)‏ هو طبيب وباحث نيوزيلندي، ولد في 26 يونيو 1931 في أوكلاند في نيوزيلندا، وتوفي بنفس المكان في 20 أكتوبر 2015.